# Markus Teutschbein
Markus Vinzenz Teutschbein (* 3. Januar 1971 in Schkeuditz) ist ein deutscher Dirigent und Chorleiter.

## Leben und Wirken
Markus Teutschbein ist der Sohn von Klaus-Jürgen Teutschbein, Professor für Chorleitung an der Hochschule für Musik Franz Liszt Weimar. Er spielt Blockflöte seit 1975 sowie auch Klavier und Violoncello seit 1977. Im Michael-Praetorius-Chor und der Domkantorei in Halberstadt sammelte er erste Erfahrungen in einem Chor. In Rostock und in Stuttgart schloss Teutschbein ein Hochschulstudium in Violoncello und Kammermusik (Melos-Quartett) ab. Ab 1996 studierte er in Weimar Chor- und Orchesterleitung bei Gert Frischmuth, Jürgen Puschbeck, Gunter Kahlert und Nicolás Pasquet.
Er fungierte danach als Dozent für Chorleitung beim Südthüringischen Chorleitungsseminar und leitete daneben das Weimarer Musikschulorchester und die Geraer Singakademie. 1999 bis 2007 leitete Teutschbein den Suhler Knabenchor sowie die Suhler Singakademie. Ab 2005 war er als Chordirektor am Meininger Theater tätig. Im Februar 2007 übernahm Teutschbein die Leitung der Knabenkantorei Basel. Im November 2016 wurde die Zusammenarbeit, weil „der Funke nicht mehr überspringen wollte“ beendet. Davor war er einer der Kandidaten für das 2016 neu zu besetzende Amt des Leipziger Thomaskantors. Seit 2010 leitet er das Orchester Arlesheim.
Von Juni 2017 bis Juni 2022 leitete er die Wuppertaler Kurrende; die Trennung erfolgte in beiderseitigem Einvernehmen. Beim Bundeschorwettbewerb 2018 in Freiburg erreichte er mit dem Männerchor der Kurrende 21 von 25 möglichen Punkten und damit das Prädikat „mit sehr gutem Erfolg teilgenommen“. Im Mai 2019 wirkte die Kurrende, unter seiner musikalischen Leitung, bei einem Fernsehgottesdienst der ARD mit, anlässlich des 60. Jubiläums der Kindernothilfe.
Seit Februar 2023 ist er beim Tölzer Knabenchor als Chorleiter und Stimmbildner tätig.